# I, Carumbus
«I, Carumbus» (с англ. — «Я, Карамбус») — премьерная серия тридцать второго сезона мультсериала «Симпсоны». Впервые вышла 4 октября 2020 года в США на телеканале Fox.

## Сюжет
Пока семья Симпсонов посещает музейную экспозицию Древнего Рима, Мардж отчитывает скучающего Гомера за отсутствие амбиций, когда он признается, что уклоняется от шансов на продвижение по службе. Куратор подслушивает их спор и начинает рассказывать историю Ожирея Широкого (которого играет Гомер), сына бедного фермера.
В то время как годы тяжелого труда делают Обесеуса сильным, его отец "q, (которого играет Дедушка Симпсон) продает его римскому рабовладельцу Гордусу Антониусу (которого играет Жирный Тони), который помещает Обезеуса в ямы для гладиаторских боев. Действия Ожирея привлекают внимание дочери его хозяина Марджоры (которую играет Мардж), которая соблазняет его и беременеет. Когда ее отец требует, чтобы раб, забеременевший от его дочери, раскрыл себя, Обесей выходит вперед и освобождается из рабства, чтобы он мог жениться на ней. Марджора рожает детей-близнецов, Бартигулу и Лисандру (которых играют Барт и Лиза), а Гордус дает Обесеусу контроль над своим бизнесом в прачечной и своими бывшими друзьями-рабами в качестве свадебного подарка.
Спустя годы Обезеус из-за своей некомпетентности разоряет бизнес прачечной. Когда амбициозная Марджора говорит ему собраться, друзья-рабы Обезея предлагают собирать аммиак (используемый в процессе очистки), ставя горшки возле питейных заведений. Тучный становится богатым только для того, чтобы Марджора подтолкнула своего мужа к вступлению в Сенат, чтобы еще больше повысить их статус. Обезеус просит императора Кимбуса (которого играет мэр Куимби) включить его в Сенат, но тот отказывается. Однако его «политически усыновленный» сын сенатор Монтимус (которого играет мистер Бернс) предлагает Обесеусу место в Сенате, если он убьет Куимбуса. Он неохотно делает это, и Монтимус коронует себя императором и назначает Обезея в Сенат.
Тучный становится богатым и могущественным (и толстым), но Марджора хочет больше власти и подталкивает своего сына Бартигулу к убийству императора Монтимуса, чтобы он мог претендовать на трон. После того, как он был коронован как император, Бартигула объявляет войну Нептуну, строит массивную стену через Рим и убивает весь Сенат, облив себя кислотой. Когда Бартигула сходит с ума от власти и объявляет себя богом, Обесей вызывает своего сына на гладиаторский бой. Последующая драка приводит к их гибели, в результате чего Марджора совершает самоубийство.
Вернувшись в настоящее, семья Симпсонов спорит о морали сказки, а куратор сетует на то, что в музеи пускают глупых людей.
Во время титров римские боги наблюдают за спором, который они наблюдали годами. Минерва жалуется, что качество спора ухудшилось, но Юпитер заявляет, что хочет досмотреть его до конца, потому что он уже потратил на него так много времени, и «похоже, что они его заканчивают».